# Sarah Brightman
Sarah Brightman (Berkhampstead, Anglaterra, 14 d'agost de 1960) és una cantant-soprano de coloratura lírica-, actriu i ballarina anglesa.

## Infància i joventut
Des de molt petita va mostrar aptituds per a convertir-se en una gran estrella. Va debutar teatralment amb 13 anys en la producció «I and Albert» al Piccadilly Theatre de Londres, el 1973. Als 16, es va unir al grup anglès Pa's People i es va presentar el programa de televisió «Top Of The Pops».

## Hot Gossip
Poc després, la carrera de Sarah va experimentar un important avanç quan la coreògrafa Arlene Phillips es va adonar de les seves qualitats i la va reclutar com a vocalista del grup musical Hot Gossip. Mesos més tard van fer la seva entrada estel·lar al Top 5 britànic amb el hit disc «I lost my heart to a Starship Trooper». Durant aquest temps va conèixer el que, complerts els 19, seria el seu primer marit: Andrew Graham Stewart.

## Cats i Nightingale
Després de diversos triomfs juntament amb Hot Gossip, Sarah va tornar als seus orígens unint-se al repartiment d'un atrevit musical que batria rècords: "Cats", del compositor Andrew Lloyd Webber.
El 1982 va protagonitzar al seu torn «Nightingale», una òpera per a nens de Charles Strauss que li va propiciar crítiques immillorables. Era evident que Sarah continuava perfeccionat la seva destacada tècnica lírica al Trinity Music College.

## Andrew Lloyd Webber
Mogut per les sorprenents ressenyes, Lloyd Webber assistí a una de les funcions de «Nightingale», desitjant apreciar amb detall la veu que havia estat part d'una de les seves obres. El resultat d'aquesta trobada no es va fer esperar: Sarah va gravar el «Rèquiem» compost pel mateix Webber al costat de Plácido Domingo. Ambdós cantants ho van presentar amb aclaparador èxit a Londres i Nova York, gràcies a la qual cosa ella va obtenir la nominació al Grammy a «Millor nova artista de música clàssica».
Aquell mateix any, Sarah Brightman se separa d'Andrew Graham i comença un romanç amb Andrew Lloyd Webber. La nova parella contraurà núpcies el 1984: un matrimoni enormement fructífer en el pla musical, perquè marit i muller s'inspiren mútuament. No obstant això, la seva relació finalitzarà de forma molt amistosa el 1990.

## Carrera de solista
Havent participat en altres aclamats musicals com «Song and Dance» i «Aspects of Love», Sarah va presentar el 1989 el seu primer disc com a solista, "The songs that got away». I amb el seu segon àlbum "As I came of age» va donar el tret de sortida a una nova i definitiva etapa en la seva carrera.
Els Jocs Olímpics de 1992 a Barcelona van ser l'escenari en què va acabar per llançar-se a la fama mundial. Brightman interpreta aquí al costat del tenor català Josep Carreras el tema de clausura dels Jocs, «Amics per sempre».
Sarah emprèn un viatge a Los Angeles per fitxar per un nou segell discogràfic. Especialment interessada en l'èxit del famós grup alemany Enigma, demana treballar amb un dels integrants de la banda: el visionari Frank Peterson. Aquest es convertiria en el seu productor i principal assessor creatiu. El següent àlbum, al qual tots dos donen forma, és «Dive», inspirat en l'univers marí i que inclou el single «Captain Nemo» (1993).
Des de llavors fins ara, Sarah Brightman i Frank Peterson han forjat un estil propi en el qual es fusionen l'òpera, el pop, el rock, la new age i el dance.